# Kyle Barraclough
Kyle David Barraclough (né le 23 mai 1990 à Santa Clara, Californie, États-Unis) est un lanceur de relève droitier de la Ligue majeure de baseball.

## Carrière
Kyle Barraclough est repêché à deux reprises : par les Twins du Minnesota  au 40e tour de sélection en 2011, puis par les Cardinals de Saint-Louis, avec qui il signe son premier contrat professionnel, au 7e tour de la séance de repêchage amateur en 2012. 
Il débute en ligues mineures avec un club affilié aux Cardinals dès 2012 mais une transaction l'envoie le 24 juillet 2015 aux Marlins de Miami en échange du lanceur de relève droitier Steve Cishek.
Barraclough passe directement du niveau Double-A des mineures aux Marlins et fait ses débuts dans le baseball majeur pour Miami le 7 août 2015 face aux Braves d'Atlanta.